# 俅江铁角蕨
俅江铁角蕨（学名：Asplenium qiujiangense）为铁角蕨科铁角蕨属下的一个种。該物種主要分佈於中華人民共和國云南西北部独龙江流域海拔1200米的密林中。

## 扩展阅读
- 維基物種上的相關：俅江铁角蕨